# Herressen
Herressen ist ein Teil von Herressen-Sulzbach, einem Ortsteil der Stadt Apolda im Landkreis Weimarer Land in Thüringen.

## Lage
Herressen liegt südwestlich von Apolda in einem flachen Tal des Sulzbaches, der in Hammerstedt entspringt, in das Moorental Richtung Apolda abfließt, und bei Nauendorf in die Ilm mündet. Mit einer Ortsverbindungsstraße und mit einem Fußgängerweg durch den Stadtpark ist das Dorf erreichbar. Die Gemarkung befindet sich in einem Ackerbaugebiet zwischen Apolda und Weimar mit einer Fläche von 541 ha beider Partnerdörfer.

## Geschichte
Am 26. Dezember 1209 wurde das Dorf erstmals urkundlich genannt.  Der Name des Dorfes soll von Hirsch abgeleitet worden sein. Die Herren von Herressen waren Besitzer des Dorfes und Dienstmannen der Ritter von Kirchberg bei Jena, die später Ritter von Apolda wurden.
Der Ort gehörte zum Kloster Heusdorf, dessen Besitz im Zuge der Reformation 1536 im landesherrlichen Amt Heusdorf zusammengefasst wurde. Nach der Auflösung des Amts im Jahre 1818 kam der Ort zum Amt Roßla und 1850 zum Verwaltungsbezirk Weimar II (Verwaltungsbezirk Apolda) des Großherzogtums Sachsen-Weimar-Eisenach.
Die Kirche des Ortes stammt aus dem Jahr 1629. Sie wurde 1772 und 1778 umgebaut und renoviert. 1557 wurde die Mühle bereits genannt, bis ins 20. Jahrhundert existierte eine Brauerei. Berater bei der Restaurierung war in den 1980er Jahren Horst Jährling.
Am 1. Juli 1950 wurde Sulzbach nach Herressen eingemeindet, Anfang der 1990er Jahre erfolgte durch einen Bürgerentscheid die Umbenennung in Heressen-Sulzbach. Am 6. Mai 1993 wurde aus der Gemeinde ein Ortsteil von Apolda.